# La querida del Centauro
La querida del Centauro è una telenovela in lingua spagnola prodotta da Teleset e Sony Pictures Television per Telemundo.

## Trama
Yolanda è detenuta in un carcere per essere stata complice a un sequestro insieme al suo fidanzato, tenta di scappare dal carcere per ben 2 volte ma in entrambi i casi fallisce anche perché la madre Mariela avvisa la polizia dove si nasconde. Viene portata in una carcere di massima sicurezza dove conosce il narcotrafficante Centauro che si innamorerà di lei. Conosce il poliziotto Gerardo che ha sete di vendetta per la morte di suo fratello Pablo, ucciso dagli uomini del Centauro tempo prima. I due carcerati cercano di scappare dal carcere ma soltanto il Centauro riesce a scappare perché Yolanda verrà trattenuta da Gerardo. Yolanda pensa di amare il Centauro ma in realtà non è così, dopo poco tempo si renderà conto che è un uomo spregevole e schifoso controllato da sua moglie Julia. Inizia a rendersi conto che l'uomo che ama veramente è Gerardo e insieme a sua figlia Cristina vivranno insieme.

## Personaggi
- Humberto Zurita - Benedicto García “El Centauro”
- Ludwika Paleta - Yolanda Acosta
- Michel Brown - Gerardo Duarte
- Alexandra de la Mora - Julia Peña de García†
- Sandra Echeverría - Ana Velazco
- Irene Azuela - Tania Muñoz
- Andrea Martí - Bibiana Taborda de Duarte†
- Carmen Madrid - Mariela Acosta†
- Ricardo Polanco - Rafael Bianchini
- Enoc Leaño - Pablo Atencio “El Cirujano”†
- Mayte Gil - Lola
- Pablo Abitia - Vicente Garrído
- Ignacio Guadalupe - Coronel Ignacio Salgado
- Arantza Ruíz - Cristina Acosta
- Jaime del Águila - Lucho
- Andrés Montiel - Felix†
- Blanco Tapia
- Michel Chauvet -  Emilio
- Cuauhtli Jiménez - Ignacio Atencio “Nacho”†
- Iñaki Godoy - El Gato
- Vadhir Derbez - César García Peña
- Rodolfo Blanco - Mayor Marco Aguilar
- Mario de Jesús - Graciano Pérez El Padrino†
- Héctor Holten - Otoniel Morillo†
- César López - El Chancho†
- Arnulfo Reyes Sánchez - El Papi†
- María Gonllegos - La Negra†
- Carmen Delgado - Dominga†
- Ivan Arana - El Perro†